# Synallaxe des Andes
Leptasthenura andicola
Espèce
Répartition géographique
Statut de conservation UICN

 LC  : Préoccupation mineure
Le Synallaxe des Andes (Leptasthenura andicola) est une espèce d'oiseaux de la famille des Furnariidae.

## Répartition et sous-espèces
Selon la classification de référence du Congrès ornithologique international (15.1, 2025) il se répartit en six sous-espèces (ordre phylogénique) :
- L. a. certhia (Madarasz, 1903) — sierra Nevada de Santa Marta ;
- L. a. extima Todd, 1916 — Andes colombiennes et équatoriennes ;
- L. a. exterior Todd, 1919 — cordillère Orientale (Colombie) ;
- L. a. andicola Sclater, 1870 — cordillère de Mérida ;
- L. a. peruviana Chapman, 1919 — du centre du Pérou à l'ouest de la Bolivie.